# Юманова, Ирина Петровна
Ирина Петровна Юманова (род. 9 апреля 1990, Новое Котяково, Чувашская АССР) — российская легкоатлетка, специалистка по спортивной ходьбе, бегу по шоссе, марафону. Выступала за сборную России по лёгкой атлетике в 2007—2013 годах, обладательница серебряной медали Универсиады в Казани, призёрка Кубков Европы и мира, победительница Сибирского международного марафона. Представляла Москву и Чувашию. Мастер спорта России международного класса.

## Биография
Ирина Юманова родилась 9 апреля 1990 года в деревне Новое Котяково Батыревского района Чувашской АССР.
Занималась лёгкой атлетикой в батыревской Детско-юношеской спортивной школе и в республиканской специализированной Спортивной школе олимпийского резерва № 8. Тренеры — О. В. Иванова, Г. Н. Юманов. Окончила факультет журналистики Чувашского государственного университета (2012).
Первого серьёзного успеха на всероссийском уровне добилась в сезоне 2006 года, когда на чемпионате России в Саранске превзошла всех соперниц в ходьбе на 5000 метров.
В 2007 году вошла в состав российской национальной сборной и выступила на Кубке Европы по спортивной ходьбе в Ройал-Лемингтон-Спа, где финишировала третьей в гонке юниорок на 10 км и одержала победу в командном зачёте. Позднее выиграла серебряную медаль в ходьбе на 5000 метров на юношеском мировом первенстве в Остраве, уступив на финише только своей соотечественнице Татьяне Калмыковой.
В 2008 году на домашнем Кубке мира в Чебоксарах финишировала второй в гонке юниорок на 10 км и стала победительницей командного юниорского зачёта.
На зимнем чемпионате России по спортивной ходьбе 2011 года в Сочи в дисциплине 20 км изначально была пятой, но позже в связи с допинговой дисквалификацией двух спортсменок поднялась в итоговом протоколе до третьей позиции.
В 2012 году зимнем чемпионате России в Сочи взяла бронзу. На Кубке мира в Саранске заняла 21-е место в личном зачёте 20 км и выиграла командный зачёт (впоследствии россиянки лишились победы в командном зачёте из-за аннулирования результатов двух спортсменок).
В 2013 году финишировала четвёртой на зимнем чемпионате России в Сочи (позднее в связи с отстранением Аниси Кирдяпкиной стала третьей). На Кубке Европы в Дудинце — третья и первая в личном и командном зачётах 20 км соответственно. Будучи студенткой, представляла страну на домашней Универсиаде в Казани, где завоевала серебряную награду в личном зачёте 20 км и стала победительницей командного зачёта.
В 2014 году Юманова выиграла бронзовую медаль в ходьбе на 20 км на зимнем чемпионате России в Сочи, однако провалила сделанный здесь допинг-тест — проба спортсменки показала наличие селективных модуляторов андрогеновых рецепторов (SARM). В итоге Всероссийская федерация лёгкой атлетики отстранила её от участия в соревнованиях сроком на 2 года, а показанный на чемпионате России результат был аннулирован.
По окончании срока дисквалификации Юманова возобновила спортивную карьеру и решила попробовать себя в беге на шоссе, в частности стала второй на Кубке России по полумарафону в Уфе (1:14:34) и на Казанском марафоне (2:36:13), показала третий результат на Сибирском международном марафоне в Омске (2:41:05).
В 2017 году была третьей на полумарафоне в Казани (1:16:27) и одержала победу на Сибирском международном марафоне (2:39:20).
За выдающиеся спортивные достижения удостоена почётного звания «Мастер спорта России международного класса» (2007).